# Södra Mellby distrikt
Södra Mellby distrikt är ett distrikt i Simrishamns kommun och Skåne län. 
Distriktet ligger vid kusten norr om Simrishamn. 

## Tidigare administrativ tillhörighet
Distriktet inrättades 2016 och utgörs av socknen Södra Mellby i Simrishamns kommun.
Området motsvarar den omfattning Södra Mellby församling hade vid årsskiftet 1999/2000.